# Robert Walter (Politiker, 1804)
Robert Walter (* 14. Februar 1804 in Breslau, Provinz Schlesien; † 14. April 1861 in Neustadt, Landkreis Neustadt O.S.) war ein deutscher Jurist und Politiker.

## Leben
Walter studierte von 1824 bis 1827 Rechtswissenschaft an der Universität Breslau. Danach arbeitete er von 1831 bis 1841 als Kriminalrichter und anschließend als Untersuchungsrichter beim Hauptzollamt sowie Patrimonialrichter (Justizkommissar) in Neustadt in Oberschlesien. Dort war er von 1849 bis 1860 als Rechtsanwalt tätig.
Vom 18. Mai 1848 bis 30. Mai 1849 war Walter für den Wahlkreis Provinz Schlesien in Neustadt Mitglied der Frankfurter Nationalversammlung, zunächst in der Fraktion Casino und dann in der Fraktion Landsberg.